# Meiodesmus parvellus
Meiodesmus parvellus är en mångfotingart som beskrevs av Filippo Silvestri 1947. Meiodesmus parvellus ingår i släktet Meiodesmus och familjen fingerdubbelfotingar. Inga underarter finns listade i Catalogue of Life.